# (7133) Kasahara
(7133) Kasahara – planetoida z pasa głównego asteroid okrążająca Słońce w ciągu 3,71 lat w średniej odległości 2,4 j.a. Odkryli ją Kin Endate i Kazurō Watanabe 15 października 1993 roku w Kitami. Nazwa planetoidy pochodzi od Shina Kasahary (ur. 1953), doktora stomatologii, starszego wykładowcy na Uniwersytecie Tohoku, a także astronoma amatora.